# びまん性汎細気管支炎
びまん性汎細気管支炎（びまんせいはんさいきかんしえん、Diffuse panbronchiolitis; DPB）は、副鼻腔気管支症候群のひとつで、細気管支の原因不明の炎症により、慢性の咳嗽、痰、息切れを呈し、慢性副鼻腔炎を合併する呼吸器疾患。「びまん性（瀰漫性）」とは病変が一カ所だけにとどまらず、広範囲にわたっているということ。

## 概要
副鼻腔気管支症候群のひとつで、慢性の咳嗽、痰、息切れといった呼吸器症状、および膿性鼻汁などの副鼻腔炎症状を呈し、胸部X線撮影またはCTにて両肺にびまん性の小粒状影を認める疾患である。病理学的には呼吸細気管支を中心とした細気管支および細気管支周囲に原因不明の炎症を認める。細気管支の炎症のために咳嗽、痰をきたし、気道に細菌感染をきたす。また細気管支炎により細気管支が閉塞・狭窄し、閉塞性換気障害をきたす。慢性下気道感染により、進行すると気管支拡張症、慢性呼吸不全をきたす。発症には遺伝的素因が示唆されており、また東アジアに多い疾患である。以前は予後不良であったが、エリスロマイシン少量長期療法の効果が報告されてからは死亡率は急速に低下し、治癒しうる疾患となった。

## 原因
不明であるが、HLA抗原（HLA-B54など）との相関から本疾患発症には遺伝的素因の関与が示唆されている。

## 疫学
発病年齢は40-50歳にピークを持つが、若年者から高齢者まで幅広く発病しうる。男女差はない。

## 症状
咳嗽、痰、運動時の息切れが見られる。高率に慢性副鼻腔炎を合併し、膿性鼻汁等の副鼻腔炎症状もみられる。
症状所見が類似しているため鑑別すべき疾患として、原発性線毛機能不全症、閉塞性細気管支炎、嚢胞性線維症、関節リウマチに伴う細気管支炎、非結核性抗酸菌症、HTLV-1関連疾患、免疫グロブリン欠損・ 低下症（IgA, IgG サブクラス）、granulomatosis with polyangiitis、Young 症候群、bare lymphocyte 症候群、yellow nail 症候群、好酸球性多発血管炎性肉芽腫症、好酸球性細気管支炎があげられる。

## 検査
- 身体所見

胸部聴診にて断続性「ラ音」（coarse crackle）を聴取する。
- 胸部X線検査

両肺にびまん性に散布性小粒状影がみられる。また肺野の過膨張や気管支拡張像をみることもある。
- 胸部CT検査

両肺にびまん性に小葉中心性粒状影がみられる。また肺野の過膨張や気管支拡張像をみることもある。
- 呼吸機能検査

閉塞性肺疾患の特徴である1秒量・1秒率の低下や残気量の増加が見られる。
- 血液検査

寒冷凝集反応高値
動脈血の酸素分圧の低下がみられる。
- 喀痰検査
- 気管支肺胞洗浄（BAL）

好中球の増加。

## 治療
エリスロマイシンやクラリスロマイシンといった14員環マクロライド系抗生物質を長期間少量内服する。なお、マクロライドは本来は抗生物質であるが、本疾患に対する有効性は抗菌作用ではなく、気道上皮の粘液分泌抑制，インターロイキン-8（IL-8）やロイコトリエンB4（LTB4）などの好中球遊走因子抑制などによるとされる。

## 歴史
本症は1969年、虎の門病院の本間、山中らにより、慢性再発性細気管支炎・細気管支周囲炎として提唱され、1983年に欧米に報告された。